# 布利安生环形山
布利安生环形山（Brianchon）是位于月球正面西北边沿上的一座古老的大撞击坑，约形成于45.5-39.2亿年前的前酒海纪，其名称取自法国数学家暨化学家夏尔·朱利安·布利安生（1783年-1864年），1964年被国际天文学联合会批准接受。

## 描述
该陨坑西侧和西北分别毗邻较小的梅里尔环形山和弗勒利希环形山、东侧靠近帕斯卡环形山、德扎尔格环形山位于它的东南、南面和西南分别坐落了克雷莫纳环形山以及位于月背的林德布拉德环形山。该陨坑中心月面坐标为74°45′N 88°22′W / 74.75°N 88.36°W，直径137.26公里，深度2.949公里。
布利安生环形山自形成以来，受长期的撞击而被磨损和侵蚀。最突出的是横跨在北侧壁上的一对小联坑及更大的卫星坑布利安生 A，南侧壁则楔进了卫星坑布利安生 B，而陨坑的东南外侧壁上连接了一座同心环坑，其余部分外壁也已磨损，并覆盖有一些细小的陨坑。布利安生环形山坑壁高出周边地形约1680米，内部容积约为20620.71立方千米。碗状的坑底相对平坦，表面尤其是南部散布了许多小陨坑，中心点西北坐落了一座醒目的碗状坑。
由于该陨坑于月球西北边沿，因此，对它的观察有赖于月球的摄动，且只能看到部分边沿，更详细的观察必须从轨道上才能看清。
在1964年被国际天文学联合会更名前，该陨坑曾被称作卫星坑卡彭特 C。

## 卫星陨石坑
按惯例，最靠近布利安生环形山的卫星坑将在月图上以字母标注在它的中心点旁边。

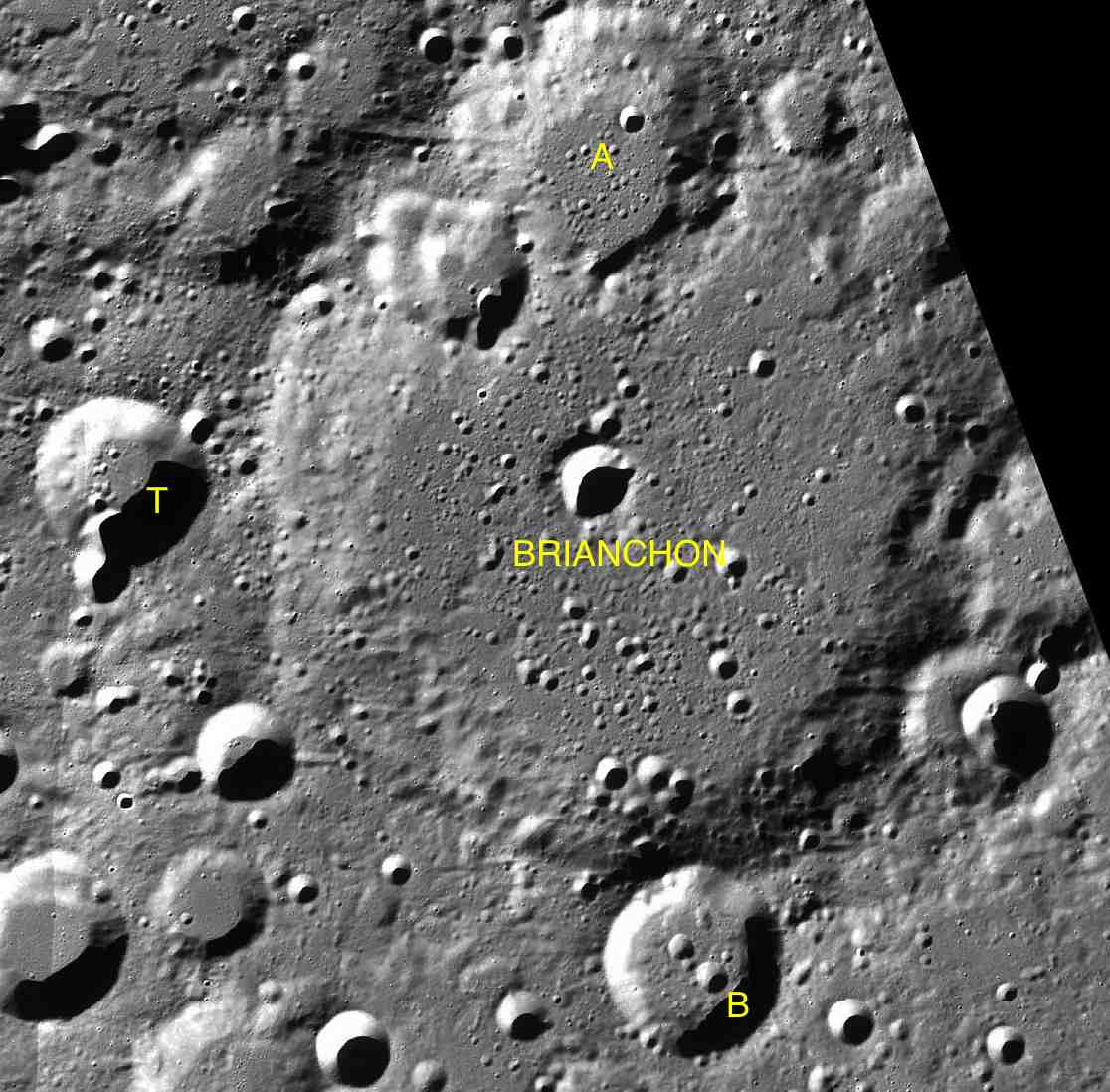
LAC-9 区域图

| 布利安生 | 纬度     | 经度     | 直径      |
| -------- | -------- | -------- | --------- |
| A        | 76.81° N | 87.29° W | 49.20公里 |
| B        | 72.15° N | 89.18° W | 31.90公里 |
| T        | 75.28° N | 99.31° W | 29.25公里 |

- 卫星坑布利安生 T约形成于早雨海世[1]。

## 另请参阅
- Andersson, L. E.; Whitaker, E. A. . NASA RP-1097. 1982.
- Blue, Jennifer. . USGS. July 25, 2007  [2007-08-05]. （原始内容存档于2018-12-25）.
- Bussey, B.; Spudis, P. . New York: Cambridge University Press. 2004. ISBN 978-0-521-81528-4.
- Cocks, Elijah E.; Cocks, Josiah C. . Tudor Publishers. 1995. ISBN 978-0-936389-27-1.
- McDowell, Jonathan. . Jonathan's Space Report. July 15, 2007  [2007-10-24]. （原始内容存档于2018-12-25）.
- Menzel, D. H.; Minnaert, M.; Levin, B.; Dollfus, A.; Bell, B. . Space Science Reviews. 1971, 12 (2): 136–186. Bibcode:1971SSRv...12..136M. doi:10.1007/BF00171763.
- Moore, Patrick. . Sterling Publishing Co. 2001. ISBN 978-0-304-35469-6.
- Price, Fred W. . Cambridge University Press. 1988. ISBN 978-0-521-33500-3.
- Rükl, Antonín. . Kalmbach Books. 1990. ISBN 978-0-913135-17-4.
- Webb, Rev. T. W.  6th revised. Dover. 1962. ISBN 978-0-486-20917-3.
- Whitaker, Ewen A. . Cambridge University Press. 1999. ISBN 978-0-521-62248-6.
- Wlasuk, Peter T. . Springer. 2000. ISBN 978-1-85233-193-1.